# Мэхонгсон (аэропорт)
Аэропорт Мэхонгсон (тайск. ท่าอากาศยานแม่ฮ่องสอน; ИАТА: HGN, ИКАО: VTCH) — гражданский аэропорт, обслуживающий коммерческие авиаперевозки города Мэхонгсон (одноимённой провинция, Таиланд). Находится под управлением государственной компании Аэропорты Таиланда.

## Общие сведения
Аэропорт Мэхонгсон расположен на высоте 283 метров над уровнем моря и эксплуатирует одну взлётно-посадочную полосу 11/29 размерами 2000х45 метров с асфальтовым покрытием.